# إدي لان
إدي لان (بالإنجليزية: Eddie Lane)‏ هو ملحن وكاتب أغاني أمريكي، ولد في 1927.

## وصلات خارجية
- إدي لان على موقع ميوزك برينز (الإنجليزية)